# Vale tudo
Vale-tudo z portugalského vale–tudo (všechno povoleno, všechno se smí).
Jedná se o boje bez zbraní s minimálními pravidly. Někdy se považuje za bojový sport. V Brazílii byl název Vale-tudo poprvé spojován s booth fighting (boje v kleci) v brazilských cirkusech v letech 1920. Přesto se tento cirkusový pojem neuchytil až do let 1959–1960, kdy se použil při pojmenování zápasů v televizní show z Ria de Janeira, tzv. styl-proti-stylu v show nazvané Heróis do Ringue (Hrdinové ringu).